# Max Clarenbach

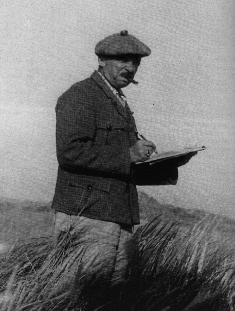
Max Clarenbach

Max Clarenbach, eigentlich Maximilien Clarenbach (* 19. Mai 1880 in Neuss; † 9. Juli 1952 in Wittlaer), war ein deutscher Maler der Düsseldorfer Schule und als Mitbegründer des Sonderbundes in Düsseldorf einer der bedeutenden Vertreter der rheinischen Malerei im frühen 20. Jahrhundert. Seine nuancenreiche Malweise wurde vor allem durch die französischen Impressionisten beeinflusst.

## Kindheit und Studium an der Kunstakademie Düsseldorf
Max Clarenbach wurde als zweites von sechs Kindern in Neuss geboren. Sein Vater, Alfred Hugo Clarenbach, wechselte oft seine Anstellung und kam nie über den Angestelltenstatus hinaus; als Beruf gab er Kaufmann, Kanzleigehilfe, Kanzleibeamter oder Schreiber an. Clarenbachs Mutter, Selma Hedwig Dorothea, geborene Koenen, Schwester des Bildhauers, Altertumsforschers und Archäologen Constantin Koenen, arbeitete als Putzmacherin. Die Familie lebte in ärmlichen Verhältnissen. Seine Mutter starb an der Geburt ihres letzten Kindes 1890 und zwei Jahre später wurde Clarenbach zum Vollwaisen, als auch sein Vater verstarb. Von diesem Zeitpunkt an wuchsen Max und seine Geschwister bei ihren Großeltern mütterlicherseits auf. In seiner Kindheit malte Clarenbach oft die Stadt, in der er lebte, und vor allem den Hafen.
Andreas Achenbach erkannte früh das Talent des 13-jährigen Jungen. So wurde Clarenbach in die Elementarklasse der Kunstakademie Düsseldorf aufgenommen, wo ihn Heinrich Lauenstein und Arthur Kampf unterrichteten. Von 1893 bis 1895 studierte er bei Gustav Wendling. Neben seinem Studium arbeitete er in der Kartonagenfabrik seines Onkels, um sich sein Mal- und Zeichenzubehör leisten zu können. Dazu wurde er ab der zweiten Hälfte der 1890er Jahre von dem Neusser Kaufmann Franz Hesemann (1864–1921) gefördert. Während seines Studiums unternahm er mit 15 Jahren im Jahr 1895 Studienreisen ins niederländische Seeland. 1897 wurde er in Eugen Dückers Klasse aufgenommen, außerdem wurde er sein Privatschüler. 1899 war Clarenbach der einzige Schüler aus der Akademie, der an der 2. Großen Internationalen Aquarellausstellung teilnahm. In dieser Zeit wohnte er für zwei Wochen im Traditionslokal „Brands Jupp“ in Wittlaer. In dieser Zeit entstanden seine ersten Aquarelle der dortigen Rheinauen. Er genoss in diesen zwei Wochen den Blick über den Rhein und die Weiden vor dem Rhein, welche starke Motive in seinen Werken wurden.

## Beginn seiner Karriere
1902 hatte er in der Düsseldorfer Gewerbeausstellung mit seinem Werk Stiller Tag seinem ersten großen Durchbruch. Im folgenden Jahr wurde ihm in Wien die Große goldene Staatsmedaille Österreichs verliehen. Nach diesen ersten Ausstellungserfolgen beendete er 1903 sein Studium in Düsseldorf, heiratete die Düsseldorferin Alice Eitel (1880–1938) und zog nach Bockum, wo er ab 1901 im Honnenhof im ehemaligen Atelier von Kampf arbeitete. In dieser Zeit entstand Clarenbachs besondere Zuneigung zu der Landschaft zwischen Kaiserswerth und Bockum, vom Rhein landeinwärts bis Kalkum und Angermund, die er sehr oft zeichnete, malte, radierte und lithografierte.
Zwischen 1903 und 1912 wirkte Clarenbach im Düsseldorfer Ausstellungsbetrieb sehr aktiv mit. Ab 1904 gehörte er der Jury der Deutsch-Nationalen Kunstausstellung Düsseldorf an, ab 1907 war er ferner Mitglied ihrer vorbereitenden Kommission.

## Entstehung des Sonderbundes
Im Jahr 1908 organisierte Clarenbach zusammen mit ehemaligen Akademieschülern Julius Bretz, August Deusser, Walter Ophey, Wilhelm Schmurr und den Brüdern Alfred und Otto Sohn-Rethel erste Ausstellungen, deren Ziel es war, die Düsseldorfer Kunst in Bewegung zu bringen. Aus ihnen ging 1909 der durch die französischen Impressionisten stark geprägte Sonderbund hervor. Im Sonderbund stellte Clarenbach zwischen 1909 und 1912 mit seinen Düsseldorfer Kollegen und französischen Impressionisten wie Monet, Van Gogh, Gauguin und Cézanne in Köln und Düsseldorf aus. 1915 löste sich der Sonderbund aufgrund von Unstimmigkeiten und Streitigkeiten zwischen den Vorstandsmitgliedern der Jury wieder auf.

## Motive und Beeinflussung

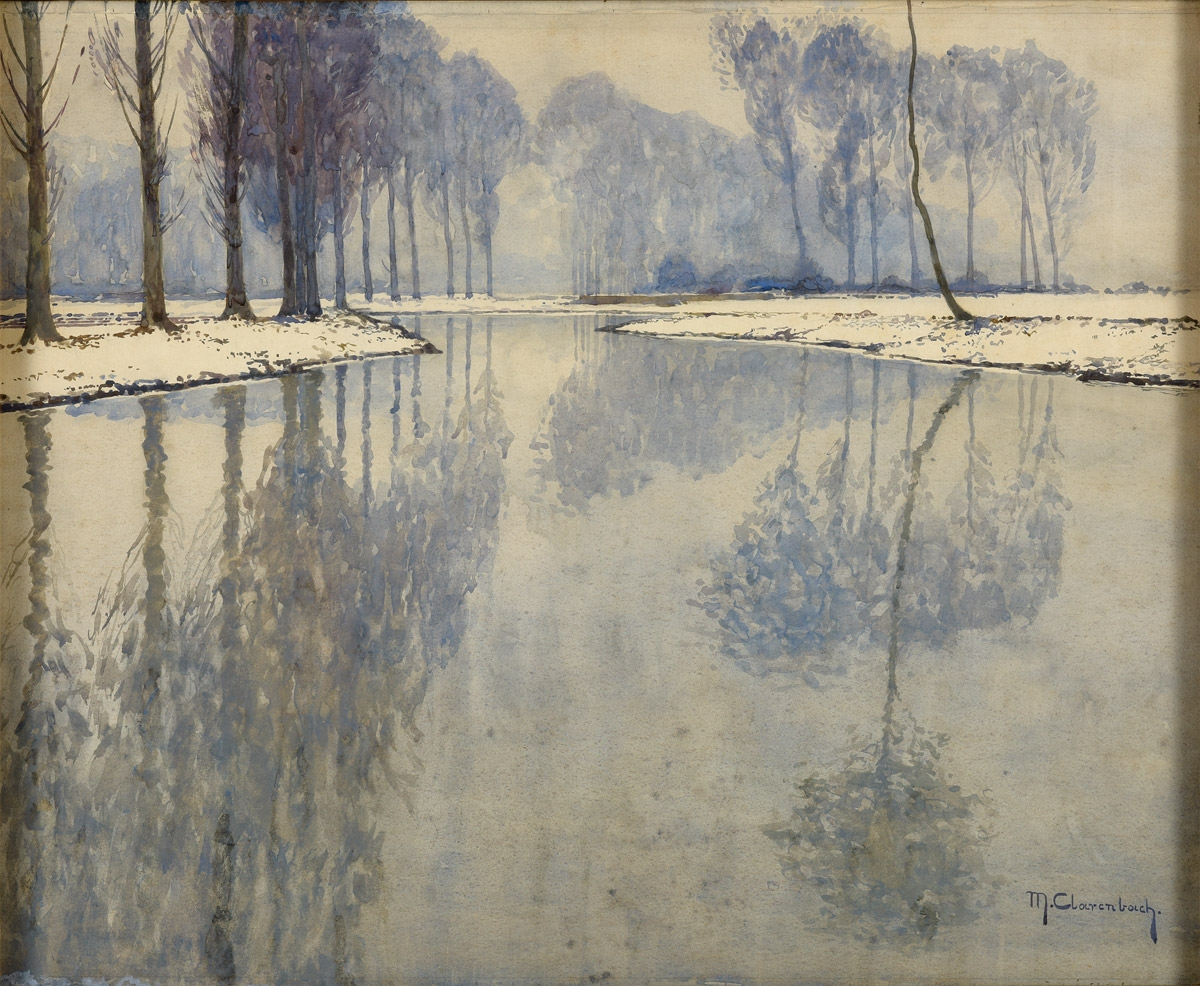
Winter am Niederrhein

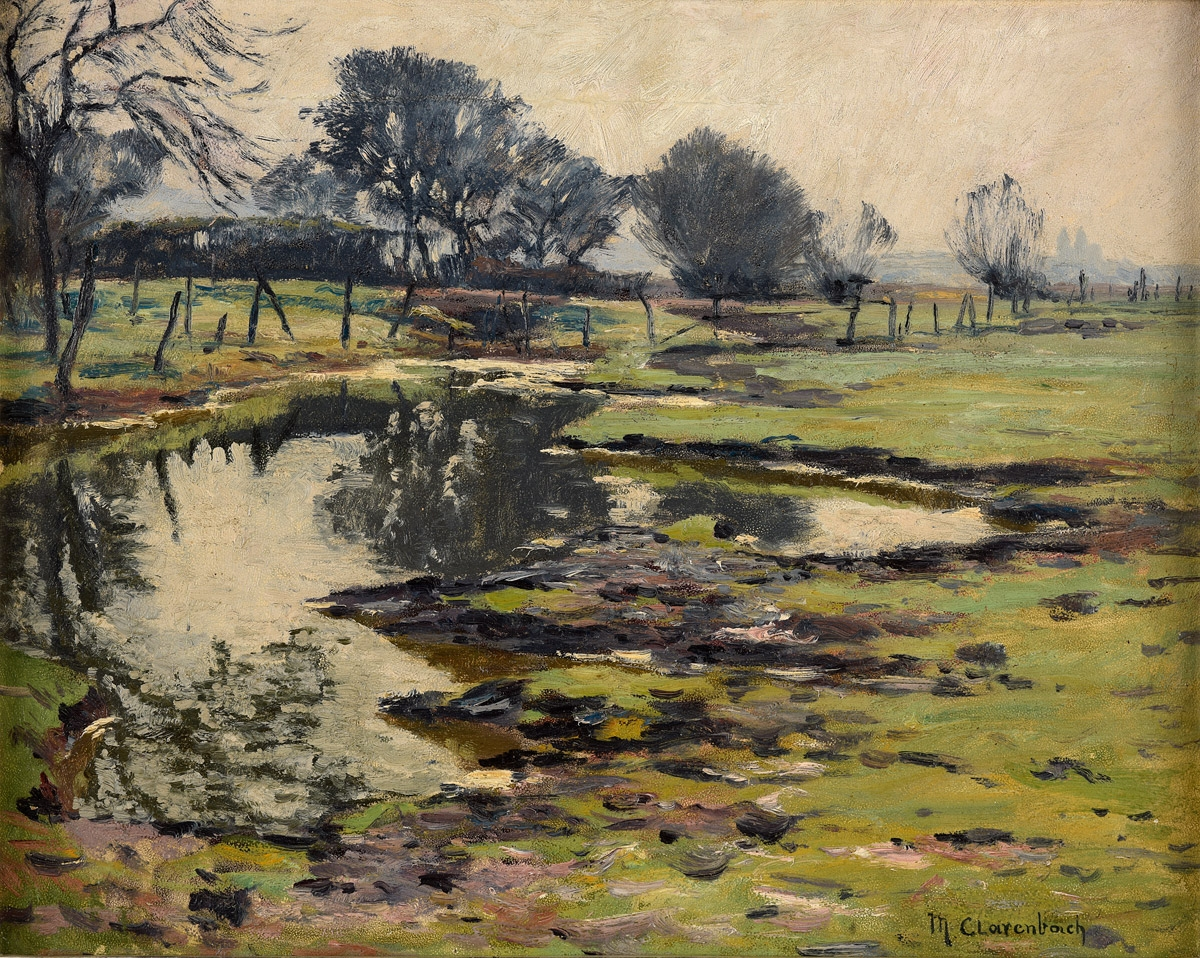
Vorfrühling, Öl auf Holz, 40 × 50 cm

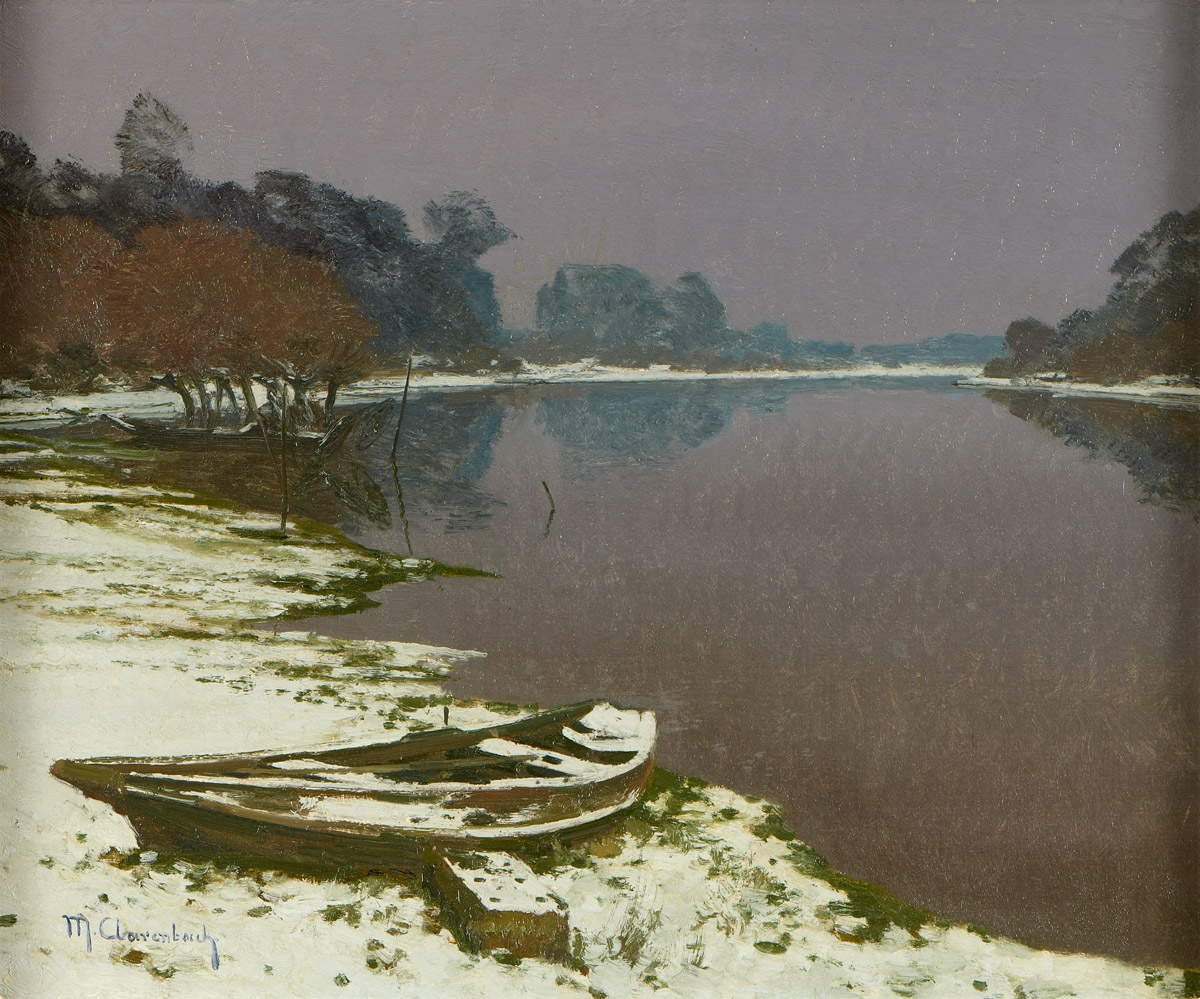
Stiller Tag, Öl auf Leinwand, 50 × 60 cm

Neben den von ihm besonders geschätzten Wintermotiven verstand sich Clarenbach auch auf die atmosphärische Beobachtung der anderen Jahreszeiten. Während zunächst die Landschaft des Niederrheins im Zentrum seines Schaffens stand, malte er später auch im Westerwald, Bergischen Land und Ruhrtal, ab 1912 häufig im Sauerland. Wenn auch die Landschaftsmalerei stets im Mittelpunkt seiner Arbeit blieb, folgten zwischen 1923 und 1930 Theater-, Sport- und Straßenszenen. Landschaftliche Motive des Regierungsbezirks Düsseldorf prägen die Wandbilder, die Max Clarenbach vor dem Ersten Weltkrieg für das Arbeitszimmer des Regierungspräsidenten im sogenannten Präsidentenschlösschen der Bezirksregierung Düsseldorf schuf. Die Aufenthalte in Italien (1898) und auf der Halbinsel Walcheren (1899) festigten seine Vorliebe für Landschaftsmalerei weiter. Wie es für Plein-air-Maler zu Clarenbachs Zeit üblich war, unternahm Clarenbach seit 1895 häufig Reisen in die Niederlande. Dort malte er das Meer und Düne, wobei ihn vor allem das Wetter und die damit entstehende Stimmung faszinierten. Besonders angetan war Clarenbach von stürmischen Gewittern. Er orientierte sich an verschiedenen Stilrichtungen wie der Haager Schule und ab 1905 – aufgrund seines Aufenthaltes in Paris – der Schule von Barbizon. Außerdem wurde er von Düsseldorfer Freunden und Mitschülern der Akademie beeinflusst wie August Deusser, Wilhelm Schmurr, Julius Bretz und Walter Ophey. Dazu beschäftigte er sich mit dem Jugendstil, Impressionismus, dem Japanischen Holzschnitt, Expressionismus und den Fauves sowie den Werken von Giovanni Segantini. Daraus formte sich Clarenbachs Stil, der impressionistische und dekorative Aspekte vorweist. Zwischen 1923 und 1930 kamen Theater, Sport und Straßenansichten zu seinen Motiven hinzu. Diese neuen Werke wurden von Besuchen im Düsseldorfer Theaterhaus, Tennisspielen im Rochusclub und Pferderennen auf Rennstrecken in Neuss und Kleve beeinflusst.

## Teilnahme am Ersten Weltkrieg
1915 meldete er sich freiwillig zum Wehrersatzdienst als Rechnungsführer im Militär-Genesungsheim in Krefeld. Als Kriegsmaler befasste er sich Beginn 1916 in Slonim, Weißrussland, mit den Folgen, die die Kriegshandlungen mit sich brachten. So malte er etwa verlassene Schützengräben, zerstörte Häuser und die zerstörte Landschaft.

## Zeit als Professor an der Düsseldorfer Kunstakademie
Nach Eugen Dückers Tod übte Clarenbach von 1917 bis 1945 eine Lehrtätigkeit an der Kunstakademie Düsseldorf aus. Er übernahm Dückers Landschaftsmalereiklasse und wohnte seit 1908 im Haus Clarenbach, entworfen vom Architekten Joseph Maria Olbrich am Heckenweg (Max-Clarenbach-Weg), heutige Anschrift „An der Kalvey 21“, mit Blick auf den Rhein in Wittlaer.
1919 trat Clarenbach dem Künstlerverein Malkasten bei und trat dort bei Festen unter anderem bei kabarettistischen Darbietungen auf, 1929 zusammen mit Rudolf Brüning, Richard Gessner, Johannes Knubel, Werner Peiner, Wilhelm Schmurr und Hans Seyppel mit dem Künstlerkabarett „Morphium-Club“. 1936 richtete er eine Landakademie für die Sommersemester in Kalkar ein.  Clarenbach war Mitglied im Deutschen Künstlerbund.

„Max Clarenbach, der [...] vor allem der beste Zwischenrufer des Rheinlandes ist. D.h. niemand ist in weiter Runde so schlagfertig wie er, niemand macht so treffende und unwiderlegbare Zwischenbemerkungen, besonders und erst recht, wenn schwere und gewichtige Kanonen ihre Stimme erheben.“

## Unter dem nationalsozialistischen Regime
Zum 1. Mai 1933 trat Clarenbach der NSDAP bei (Mitgliedsnummer 2.219.416).
Nach der Machtübernahme der Nationalsozialisten war er auf der Großen Deutschen Kunstausstellung im Münchner Haus der Deutschen Kunst in den Jahren 1938 bis 1943 mit insgesamt mindestens 17 Gemälden vertreten. Karteikarten belegen allerdings, dass Hitler persönlich dafür sorgte, dass Werke von Max Clarenbach, obgleich schon angenommen, wieder entfernt wurden. Clarenbach stand auf der Liste für mögliche Entlassungen aus dem Lehramt und wurde 1937 bei der Neuordnung der Düsseldorfer Sammlungen auf Grund seines impressionistischen Malstils zu den Künstlern gezählt, die abgelehnt wurden. Dennoch wurde er 1944 in die sogenannte Gottbegnadeten-Liste der für den NS-Kulturbetrieb unentbehrlichen Künstler aufgenommen, auch wenn die damit verbundene Freistellung vom Fronteinsatz angesichts seines Alters eher symbolische Bedeutung hatte.

## Letzten Jahre und sein Erbe
Max Clarenbach erkrankte an Krebs und starb 1952. Beigesetzt wurde Max Clarenbach auf dem kleinen Friedhof in Wittlaer. Nach Clarenbachs Tod wurde der gesamte Besitz einschließlich des Hauses und des Nachbargrundstücks von seiner zweiten Frau Ellen, geborene Becker, veräußert, um die beiden Töchter aus der ersten Ehe des Malers, Inge und Melitta, auszahlen zu können.

## Reisen
- Italien (1898)
- Holland (1899)
- Engadin, Schweiz
- Frankreich
- England
- Inlandsreisen:
  - Oberbayern
  - Ostsee
  - Nordsee
  - Sauerland
  - Ruhrtal
  - Schwarzwald
  - München

## Werke (Auswahl)
- Verschneiter Hafen (Galerie Paffrath)
- Winterlandschaft (Galerie Paffrath)
- Sommer am Rhein (Privatbesitz)
- Stiller Tag (1902, Kunstmuseum Düsseldorf)
- Wintersonne bei Wittlaer (Galerie Paffrath)